# José Hernández Aponte
José Guillermo Hernández Aponte (Valledupar, 9 de octubre de 1965-Uberaba, 2 de mayo de 2019), alias "Ñeñe", fue un narcotraficante colombiano.
Hernández era conocido públicamente como un empresario, ganadero de la alta sociedad vallenata, casado en segundas nupcias en 2009 con la famosa exreina de belleza María Mónica Urbina, Señorita Guajira y Señorita Colombia 1985. Sin embargo, las autoridades colombianas lo investigaban por tres atentados contra su vida, y por un homicidio en 2011, y es a raíz de esta investigación que sus conversaciones telefónicas estaban siendo grabadas. 
Hernández fue asesinado en Brasil en mayo de 2019, luego de ser víctima de un atraco a bordo de un taxi. El abogado de la parte acusatoria en el homicidio en 2011, Miguel Ángel del Río, descubrió las interceptaciones de la Fiscalía y las dio a conocer en los medios de comunicación colombianos.
Todavía hoy, investigadores colombianos, tratan de establecer la veracidad de las acusaciones del abogado Miguel Ángel del Río,  las cuales Hernández habría estado a cargo de lavar grandes sumas de dinero para el narcotraficante Marquitos Figueroa, las Bacrims de "Los Urabeños" y el Clan del Golfo, a pesar de ser un reconocido miembro de la alta sociedad de Valledupar que manejaba conexiones con el alto Gobierno colombiano. Gonzalo Guillen y su prensa, Hernández y Armando de Jesús Gnecco Vega alias "Mandarino" habrían sido los dos principales lavadores de activos (operadores financieros) de la organización de Figueroa, "Los Curicheros". la versión divulgada por el abogado del extraditado a USA, Carlos Rodríguez, Hernández "mezclaba dineros del narcotráfico y de la venta ilegal de gasolina venezolana con plata lícita, en una millonaria operación de lavado de activos". de las grabaciones que no coinciden con las transcripciones de la Dijin sacaron a relucir una compra de votos en Cesar y La Guajira primero en favor de Germán Vargas Lleras y el partido Cambio Radical, y luego del entonces candidato a la presidencia de Colombia Iván Duque (quien resultó elegido Presidente de Colombia y luego se demostrò ser amigo personal del reconocido narcotraficante) en la que se alega una orden proveniente del líder del partido Centro Democrático, Álvaro Uribe para cometer el delito electoral. Hernández participó activamente en su campaña de la mano de su amiga y asesora de Uribe, María Claudia Daza, y sin que ella tome parte en la conversación, involucran a Prisilla Cabrales, a quien pretenden convertir ante el público en interlocutora ausente en las grabaciones. Además de las grabaciones, Hernández se ufanaba en redes sociales de sus relaciones cercanas con políticos, funcionarios del gobierno, empresarios, comerciantes, y la farándula colombiana. 
Los medios colombianos empezaron a llamar al escándalo político generado por Hernández como "La Ñeñepolítica" o "'ñeñegate", palabras que fueron incluidas por la Fundéu BBVA entre sus palabras y expresiones recientes, curiosas, recuperadas, dudosas o que les llamaron la atención.

## Familia
Hernández nació en el hogar del ganadero cesarense y político conservador Aristides Hernández Fernández, conocido como el "Capi" o "Capitán Hernández" y su esposa Beatriz Aponte. Tuvo dos hermanos; José Gregorio "Goyo" y Rosalía "Chalia" Hernández Aponte. Lo apodaron Ñeñe en alusión a la pronunciación de la jerga expresiva coloquial de los bebés cuando dicen nene y su gran corpulencia.
Hernández es primo hermano del músico vallenato Iván Villazón Aponte y del político José Antonio Murgas Aponte por vía materna. Su primaria la cursó en el colegio Récord de Bogotá en la casa de Crispín Villazón de Armas y su hijo Iván Villazón, quien era su acudiente.
Contrajo matrimonio con Lina de López con quien tuvo dos hijos; José Miguel y Juan David Hernández López. Luego se divorció y contrajo matrimonio con la ex-reina nacional de la belleza, María Mónica Urbina. El exesposo de Urbina, fue Freddy Vélez Beltrán (referido en algunos medios como John Fabián Vélez Beltrán), quien fue un socio del jefe del cartel del Norte del Valle, Wílber Varela, alias "Jabón". Aunque Vélez y María Mónica llevaban años separados (desde 1997), Vélez fue asesinado en 2010 a manos de sicarios. Vélez y María Mónica tuvieron dos hijos, Nicolás y Manuela Vélez Urbina, de los que Hernández se convirtió en padrastro.
Entre sus parientes Hernández por lado paterno están los Hernández Sierra del Cartel de La Guajira, casa liderada por Franca Sierra alias "Mamá Franca", madre de Marta Hernández Sierra "La Chachi o Chacha Hernández", y abuela de Víctor Iván Ojeda Hernández. También tiene parentesco con la familia de Paul Corrales Figueroa, sobrino del narcotraficante Marquitos Figueroa. Es primo del narcotraficante Jorge Luis Hernández Villazón, alias "Boliche". Además de esto existe la una probabilidad que ayudó con una compra de votos para la actual presidencia de Colombia con el actual presidente, Iván Duque.

## Ganadería
Se inició como empresario ganadero bajo la tutela de su padre, el ganadero y dirigente político conservador Aristides Hernández Fernández. Se fue independizando de su padre al iniciar negocios con la importación y exportación de ganado e insumos ganaderos entre Colombia y Venezuela. Empezó a exportar ganado al Líbano y Venezuela durante la presidencia de Hugo Chávez, luego Nicolás Maduro.
Su principal empresa ganadera la conformó en 2014, bajo el nombre de "La Gloria Ganadería", en la que aparecen como representantes sus hijos. 18 de las propiedades que forman parte de esta empresa están ubicadas en el departamento de Santander, de las cuales 15 están en el corregimiento de Sabana de Torres en el municipio de Barrancabermeja. Otra propiedad está en el municipio de Piedecuesta, dos en la región de la Mesa de los Santos y otra en el valle de Guatiguará.

## Homicidio de Óscar Eduardo Rodríguez Pomar (2011)
Hernández era investigado por la Fiscalía General de la Nación de Colombia por el homicidio de Óscar Eduardo Rodríguez Pomar, de 28 años de edad e hijo de Carlos Rodríguez Gómez dueño de la extinta Boutique y Sastrería GQ en Barranquilla. El asesinato ocurrió el 18 de agosto de 2011 en Barranquilla.
Según investigaciones preliminares de la fiscalía colombiana, un exmiembro del Cartel de La Guajira y ciudadano venezolano, llamado Edmundo "Peco" González, residenciado en Estados Unidos, sería el responsable del dinero por el que discutieron Hernández y el prestamista Carlos Rodríguez. Rodríguez había acabado de ser deportado de Estados Unidos a Colombia, luego de haber pagado una condena por lavado de activos al narcotráfico.
Debido a estas diferencias, en agosto de 2011, la casa de la mamá de Hernández en Valledupar fue objeto de un atentado con una granada incendiaria luego de que desconocidos en una motocicleta la arrojaran a la entrada de la vivienda. Ese mismo año, alias "Peco" habría huido a Estados Unidos para no pagar la deuda de COP$ 1.000 millones de pesos que Rodríguez le había prestado y Hernández habría sido el intermediario.
En conversaciones telefónicas interceptadas por las autoridades colombianas, Rodríguez le reclama a Hernández que le pague el dinero que Rodríguez le prestó en 2009 a González ya que Hernández lo había recomendado y lo veía como codeudor:

Hernández: "Las cosas no son así viejo Charles. Hermano es que yo no te debo plata a ti. ¿Bueno tú me prestaste la plata a mí? ¿Ven acá tú me prestaste la plata a mí? Primo es que yo no te debo la plata a ti. ¿Qué plata te debo yo a ti?".
Hernández: "No te la pago porque no tengo plata. Tú le prestaste la plata fue a González y él está diciendo que entrega propiedades".
Rodríguez Gómez: "Tú puedes ir a la ley, a mí no me importa eso. Yo voy pa’ lo que sea y mi plata me la buscan. Habla, que yo no tengo problema con eso, pero ya tu sabes que yo estoy ahí. Yo voy pa’ lante, no soy de los que se arruga, porque yo trabajo es con puro bandido".

En otras conversación se escucha a Hernández hablando con una persona desconocida en la que sugiere que "Peco" González le pague a Rodríguez con propiedades:

Hernández: Que [González] llame a este man [Rodríguez] y le diga: ven acá, tengo estas propiedades y ya. Tengo tres años de estar sufriendo por la plata y creyendo que me van a joder a mí por la plata esa.

En 2011, Hernández presentó audios con Rodríguez Gómez ante la unidad del Gaula del Ejército de Colombia y la Fiscalía General de la Nación, denunciando las presuntas amenazas que recibía.
Luego fue asesinado el hijo de Rodríguez, Óscar Eduardo Rodríguez Pomar, en Barranquilla, al parecer por error del sicario quien pensó que quien manejaba el vehículo era Carlos Rodríguez. El sicario al servicio de la Bacrim "Los Rastrojos", fue luego capturado e identificado como Diego Acuña Carvajalino, alias "Dieguito", quien confesó el crimen e incriminó en la investigación al narcotraficante Marcos Figueroa, al "Ñeñe" Hernández, al cantante Alberto "Beto" Zabaleta, un contrabandista de carros robados en Venezuela residenciado en Maicao llamado "Beto" López y al exalcalde de Tenerife (Magdalena) -extraditado a Estados Unidos por narcotráfico-, Omar Alejandro Vanegas.
El padre de la víctima, Carlos Rodríguez aseguró que varios personajes cercanos a Hernández intentaron mediar en favor de Hernández, pero éste siempre se rehusó a pagarle el dinero. Entre las personas que se ofrecieron a mediar estuvieron el jefe del clan Gnecco Cerchar y jefe del narco Marquitos Figueroa, Nelson Gnecco Cerchar, y su hermano el exgobernador del Cesar, Lucas Gnecco Cerchar. El exgobernador de La Guajira Kiko Gómez Cerchar (primo de los Gnecco Cerchar) le enviaba mensajes amenazantes para que no molestara a Hernánez a través de un individuo llamado Gustavo Gómez Maya. A las reuniones también asistieron un abogado de nombre Amadeo Tamayo y el acordeonero de música vallenata Emilianito Zuleta, según Rodríguez.
Hernández realizó declaraciones ante la Fiscalía y denunció que estaba siendo amenazado por miembros de la banda Los Rastrojos, y aseguró que ese era el grupo con el que andaba Rodríguez y les tenía la deuda pendiente.
Según confesión del sicario, el plan de "Marquitos" Figueroa era el de asesinar a Rodríguez y secuestrar a su hijo Óscar, para luego exigirle a la madre que entregara "todas las propiedades de la familia".
En una de las interceptaciones telefónicas entre Hernández y uno de sus primos, Hernández le asegura que él no participó en el homicidio, ni Marquitos Figueroa, o el sobrino de Marquitos, Paul Corrales Figueroa.

Primo no identificado: Parece que ya andas como recogido con la lengua y con estos también.

Hernández : Primo, yo no tengo nada que ver. Han querido involucrar a Paul Corrales que es amigo de nosotros, que es familia de nosotros, pero yo no tengo nada que ver con esa mierda. ¡Oye! Marquitos no tiene nada que ver con esa mierda.
Primo no identificado: ¿Que han querido vincular a quién? Repíteme esa parte, ¿cómo fue eso?
Hernández: Han querido vincular a Paul Corrales, a Marquitos. Marquitos no tiene nada que ver con esa mierda, primo. Es mi familia y yo no quiero desconocer que Paul es mi familia. Yo lo conocí a Paul y te lo juro por lo más sagrado que son mis hijos...
Primo no identificado: ¿Milcíades no era primo de mi papá?
Hernández: Claro. Somos familia, pero yo no tengo nada que ver con esa mierda. Y ese triple hijueputa sabe quién le mató al hijo, pero...
Primo de Ñeñe Hernández: ¿Y qué vas a tener que ver tú con eso? 
Hernández: Por favor, por favor, "Pincho", tú fuiste a Venezuela.
Primo no identificado: Claro, fui yo.
Hernández: El único tipo que fue a Venezuela, que yo mandé de confianza mía, como representante mío.
Primo no identificado: sí, eso es verdad.
Hernández: Fuiste tú.
Primo no identificado: Fuiste en son de paz.
Hernández: Antes tú me pones a regalar una plata que yo no tenía por qué regalar plata.
Hernández: "Kiko Gómez está preso y yo voy allá a hablar con él y me dice: 'Hey, primo, habla con los indios. Negocia con los indios. ¡Por favor! Y metiendo a Marquitos. ¿Él qué tiene que ver con esa mierda? ¡Por favor! Esos manes no quieren problemas con nadie. Ahí no tuvieron un problema con las FARC y se fueron para Estados Unidos con todo y su familia para no darle un peso a las Farc. ¡Por favor!".
 Transcripciones del audio.

El crimen del hijo de Rodríguez continúa sin esclarecerse por lo que el abogado de los Rodríguez alega que se debió a la amistad de Hernández con Iván Duque.

## Fotos en Instagram
A pesar de que la sociedad vallenata se rumoraba que Hernández estaba inmerso en situaciones irregulares debido a los tres atentados en Valledupar de los que había sido objeto, Hernández continuó su vida de empresario, ganadero y socialite. 
En su Instagram montó numerosas fotografías con prominentes funcionarios del gobierno, políticos, empresarios, militares, y gente de la farádula colombiana. Incluso aparece en una foto social de diciembre de 2016 con el entonces director anti-narcóticos de la Policía Nacional de Colombia, el general Ricardo Restrepo y en otra foto con el jefe de comando de transformación del Ejército, general Adolfo Hernández, quien estuvo adscrito al Batallón "La Popa" de Valledupar y tiene investigaciones por ejecuciones extrajudiciales. También se tomó fotografías con el comandante del Ejército de Colombia Jorge Humberto Jerez y fue transportado en helicópteros oficiales ese día. También aparece con un personaje involucrado en el caso Odebrecht, Carlos Raúl Mendoza Fortich, y la extorsión a un testigo clave en el caso Odebrecht, Otto Bula.
En su red social tiene fotos con Delis Corrales, la madre del artista vallenato Silvestre Dangond, y el hermano del cantante, Carlos Iván ‘Cayito’ Dangond. Hernández también fue objeto de saludos vallenatos en las canciones grabadas por Dangond y en conciertos en vivo como ha hecho con el capo Marquitos Figueroa. Dangond es ahijado del cantante Jorge Oñate, quien también aparece desde 2014 en el organigrama de la banda criminal de Figueroa.
Montó fotos a borde un helicóptero con el empresario del entretenimiento y mánager de artistas Fernán Martínez.
En las fotos de Instagram también aparecen el hijo del parapolítico Hernando Molina Araújo "Nando Kike" Molina Carvajal, Álvaro De Castro Paz (quien sufrió un atentado sicarial el 20 de noviembre de 2019), el actual alcalde de Valledupar Mello Castro González, y un hijo del exalcalde de Valledupar Fausto Cotes Núñez el acordeonero Enrique Manuel "Mono" Cotes Maya.

## Campaña política en favor del Centro Democrático (2017-2018)
Hernández y su esposa María Mónica Urbina, participaron activamente en la campaña presidencial del candidato del Centro Democrático (CD), Iván Duque en Valledupar, con quien se tomó fotografías en eventos públicos, como las parrandas durante el Festival de la Leyenda Vallenata de 2018. De la misma manera, durante la campaña se tomó fotos que montó en su Instagram con el expresidente y senador del CD Álvaro Uribe, el exvicepresidente Francisco Santos Calderón, el exsenador Pepe Gnecco, el exprocurador Edgardo Maya Villazón, y el exministro de Vivienda Luis Felipe Henao cuya esposa es pariente de Hernández. 
Iván Duque fue amigo de infancia de Hernández por la relación entre sus padres, el empresario Iván Duque Escobar y Aristides Hernández, según versiones de familiares de Hernández.

"Él (Duque) jugaba e iban a las haciendas de Aristides con el Neñe y Goyo, montaban burros y burras, caballos y mulas, se bañaban en el río y consumían los suculentos sancochos de chivo y gallina que caracterizaban al Capi".

### Acto de posesión presidencial
Iván Duque tomó posesión como presidente de Colombia el 7 de agosto de 2018, y Hernández y su esposa María Mónica fueron invitados a la exclusiva ceremonia.
La asesora del senador Álvaro Uribe, María Claudia Daza también conocida como "Cayita Daza" y la coordinadora de campaña 'Duque Presidente', Priscilla Cabrales, habrían sido las encargadas de conformar la lista oficial de asistentes a la posesión presidencial. Daza es amiga personal de María Mónica y Hernández, y habría sido la persona que los invitó al acto de posesión.
Cayita Daza, María Mónica y Hernández estaban juntos cuando la banda de asaltantes conocida como "La Banda de los Rolex" robaron dos relojes Rolex a María Mónica y Hernández en Bogotá el 11 de junio de 2018.

## Asesinato
Como ganadero, Hernández viajó al Brasil para atender la feria ganadera, Expozebú en la ciudad de Uberaba, estado de Minas Gerais.
En la noche del 1 de mayo de 2019, luego de atender un evento ganadero en el Parque Fernando Costa donde se llevaba a cabo Expozebu, Hernández abordó un taxi junto a una mujer (médico veterinaria), e intentó darle direcciones al taxista, que hablaba español y no portugués, por lo que el taxista paró el vehículo sobre la Avenida Apolônio Sales en el barrio São Benedito de Uberaba para ver la dirección en el celular. Fue en ese momento que el taxi fue interceptado por dos hombres armados presuntamente para quitarle el reloj marca Rolex que portaba. Al confrontar y forcejear con los hombres, los sujetos le propinaron varios disparos en el estómago a Hernández que quedó inconsciente en el taxi, mientras que los hombres huyeron con su reloj. Transeúntes llamaron a la Policía Militar, quienes luego lo llevaron al centro médico de la ciudad Hospital de Clínicas de la Universidad Federal del Triángulo Minero (HC-UFTM), donde fue declarado muerto después de ser sometido a cirugía el 2 de mayo.
El cuerpo fue repatriado de Brasil a Colombia el 5 de mayo, mientras que las investigaciones continuaron en Brasil a cargo de la Policía Civil.
Las autoridades en Brasil consideraron el homicidio de Hernández un atraco. Sin embargo, otras hipótesis han surgido debido a los nexos criminales de Hernández con la Bacrim de Marcos Figueroa y las inconsistencias en el presunto atraco, como un posible acto sicarial como "ajuste de cuentas" que habría sido ordenado por Figueroa. Las autoridades colombianas y brasileñas señalan a "Marquitos" Figueroa de tener nexos con Narcosur, una organización trasnacional del narcotráfico que tiene base en Brasil y que lidera el Primeiro Comando da Capital (PCC). El PCC controla la mayoría de las rutas de marihuana y cocaína en la región norte del Brasil proveniente de Perú y Colombia.
El 17 de julio de 2019, las autoridades brasileñas capturaron en la ciudad de Embu das Artes (Sao Paulo), a un sospechoso de 23 años a quien acusaron de haber sido la persona que disparó contra Hernández y de conformar una banda de asaltantes que ya habían robado un Rolex a un médico. El joven fue recluido en la Penitenciaria Professor Aluísio Inácio de Oliveira.
Según José Miguel Hernández López, hijo de Hernández, su padre se encontraba en Brasil porque buscaba mejorar la genética de sus vacas y la feria en Uberaba le serviría para expandir su plan de exportar ganado en pie hacia el Oriente medio, en especial Irán e Irak. Según sus familiares, Hernández ya había enviado 5 mil cabezas de ganado a Irán.
Reacciones
Un mes después de la muerte, el 3 de junio de 2019, la madre de Hernández Beatriz Aponte denunció ante la Fiscalía que desconocidos habían ofrecido USD$ 150 mil dólares por el asesinato de su hijo.
En marzo de 2020, su madre Beatriz Aponte fue entrevistada por Salud Hernández Mora para la revista Semana y afirmó que detrás de la muerte de su hijo habían intereses en propiedades en inmediaciones de Cartagena de Indias donde se proyecta construir un nuevo aeropuerto internacional para la capital del departamento de Bolívar. El proyecto en cuestión sería la Ciudadela Aeroportuaria de Cartagena, que sería el aeropuerto más grande de Colombia. El lote del proyecto del aeropuerto fue incautado junto a otras 77 propiedades a nombre de José Guillermo "El ñeñe" Hernández.
Gremios ganaderos en Colombia y Brasil también expresaron pésame por la muerte violenta de Hernández, como la Asociación Brasileña de Criadores de Cebú (ABCZ), Asocebú Colombia y otros.
La muerte de Hernández fue lamentada por el presidente de Colombia, Iván Duque, el expresidente de Colombia y senador Álvaro Uribe, y el cantante de música vallenata Poncho Zuleta, además de ganaderos, políticos y empresarios de la región del Cesar. Personajes de la farándula colombiana como la exreina Paula Andrea Betancur, cercana a Hernández y su esposa María Mónica, también lamentó el hecho.

"Causa mucho dolor el asesinato de José Guillermo Hernández, finquero del Cesar, asesinado en un atraco en el Brasil donde asistía a una feria ganadera".
Álvaro Uribe, 2 de mayo de 2019.

Funeral
Su funeral se llevó a cabo en la Iglesia Santa María Madre Reina de La Paz del barrio Villalba de Valledupar y luego fue sepultado el 5 de mayo de 2019 en el Cementerio Jardines del Ecce Homo.

## Narcotráfico, lavado de activos y extinción de dominio
Las autoridades colombianas encontraron méritos suficientes para asociar a Hernández con el narcotráfico y lavado de activos. El reporte del diario El Colombiano, a partir del 2011, la relación entre el sicario Marquitos Figueroa y Hernández se fortaleció luego de que Figueroa mandara a asesinar a Rodríguez, pero resultó muerto el hijo por error. Hernández viajaba al Brasil con frecuencia por sus negocios de ganadería, y a partir de 2014, con motivo de la detención en Brasil de Marquitos, éste habría delegado en Hernández el manejo de su red de narcotráfico en Brasil.
En junio de 2019 las autoridades colombianas le aplicaron extinción de dominio a sus propiedades entre las que se encontraban diez fincas en los departamentos del Cesar y La Guajira. La Dijin avaluó los bienes de Hernández en más de COP$ 2 billones de pesos.
Las autoridades determinaron que las propiedades a nombre de Hernández como testaferro de la organización criminal de Marquitos Figueroa incluían 11.949 cabezas de ganado, 5 estaciones de combustible, 10 establecimientos de comercio, 11 sociedades relacionadas con hidrocarburos, 77 inmuebles, y 76 vehículos entre camionetas y camiones.
En junio de 2019, la Fiscalía 43 de la Dirección Especializada de Extinción del Derecho de Dominio de Bogotá aplicó extinción de dominio a la empresa La Gloria Ganadería, que tiene registros de propiedad sobre múltiples bienes en el departamento de Santander.
Entre los 77 predios ahora controlados por la Sociedad de Activos Especiales (SAE) aparece incautado a nombre de Hernández un lote de 654 hectáreas en la vereda Zapatero del corregimiento de Bayunca, al nororiente de Cartagena de Indias sobre carretera de la Cordialidad (vía hacia la ciudad de Barranquilla). En este lote estaba proyectado por un costo millonario el nuevo aeropuerto de Cartagena, la Ciudadela Aeroportuaria de Cartagena, el aeropuerto más grande de Colombia.

## Ñeñepolítica

#### Nexos con "Kiko" Gómez
En una de las grabaciones, Hernández revela que mantiene negocios ganaderos con el hermano de Kiko Gómez, el médico Mario Gómez Cerchar.
Las grabaciones revelaron que el fiscal Ricardo Bejarano Beltrán se mantenía en contacto telefónico con Hernández para avisarle con antelación sobre las diligencias reservadas que la Fiscalía adelantaba en su contra, además le advertía también cuándo sus comunicaciones estaban intervenidas.

#### compra de votos en San Martín
En una de las grabaciones se escucha a Hernández hablando con una persona no identificada, que él está dispuesto a dar COP$ 50 mil pesos por personas para que vayan a votar en el municipio de San Martín al sur del Cesar.

#### Las "1000 toneladas guardadas"
Hernández asegura en una de sus conversaciones que tiene mil toneladas guardadas, aunque no especifica de qué. Sin embargo, las autoridades ordenaron investigar el cargamento.

## Relaciones con el Cartel de los Soles y el chavismo
El 27 de marzo de 2020, el medio de comunicación colombiano, Caracol Radio reveló que Hernández sostuvo relaciones cercanas con el exmilitar venezolano y ex-General Clíver Alcalá Cordones, quien lo conectó con los presidentes venezolanos Hugo Chávez (1999-2013) y Nicolás Maduro (2012-), implicados también con el Cartel de los Soles. En 2012, Alcalá habría contraído matrimonio con Marta González, sobrina del capo narcotraficante del Cartel de La Guajira Hermágoras González que opera en la frontera colombo-venezolana. Según afirmaciones del medio, Hernández habría también tenido una relación sentimental con otra de las sobrinas de Hermágoras, Lucy González, antes de su relación con la exreina colombiana, María Mónica Urbina. Hermágoras, Marta y Lucy González son también parientes cercanas del socio de Hernández, Edmundo "Peco" González.
A través de la relación con Alcalá, Hernández habría logrado establecer una ruta de exportación de ganado vacuno de Colombia hacia Venezuela con licencia del régimen venezolano, y en el que se aprovecharon de realizar operaciones ficticias para el lavado de activos con el dólar preferencial.
Las revelaciones sobre Hernández y Alcalá se dieron tras el anuncio del gobierno de los Estados Unidos de ofrecer millonarias recompensas por la captura de Maduro, Alcalá, y otros funcionarios venezolanos involucrados directamente en "narcoterrorismo" y el tráfico ilegal de drogas hacia los Estados Unidos y otros países, mediante el Cartel de los Soles.